# فتح‌آباد (داراب)
فتح‌آباد، روستایی در دهستان قلعه بیابان بخش جنت شهرستان داراب در استان فارس ایران است.

## امامزادگان
در این روستا دو امامزاده به نام امامزاده عبدالله و امامزاده موسی که از نوادگان موسی بن جعفر هستند دراین روستا مدفون میباشند که همین امر باعث شد روزانه عده ی زیادی از داراب و حومه ی آن به زیارت این دو امامزاده مشرف بشندومعروفترین امامزاده گان در شهرستان داراب هستند 

## جمعیت
بر پایه سرشماری عمومی نفوس و مسکن در سال ۱۳۹۵، جمعیت این روستا برابر با ۱٬۴۹۶ نفر (۴۶۶ خانوار) بوده است.